# 穆奇奧·斯福爾扎

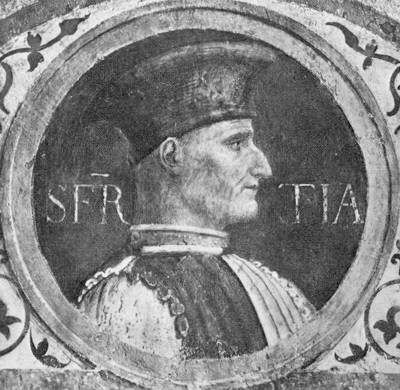
穆奇奧·斯福爾札

穆奇奧·亞特多羅·斯福爾札（英語：Muzio Attendolo Sforza，1369年5月28日—1424年1月4日），是意大利的傭兵團首領，斯福爾扎家族的創始人。他是在米蘭統治16年的弗朗切斯科一世·斯福爾扎公爵的父親，曾在卡薩萊基奧戰役中率領波洛尼亞與佛羅倫斯聯軍。

## 生平
穆奇奧·亞特多羅·斯福爾札原名Giacom或Jacopo Attendolo，出生於科蒂尼奧拉（位於羅馬涅）的一個富裕鄉村貴族。他是喬凡尼·亞特多羅之子，他的母親可能是烏戈里諾·佩崔西尼之女。
Muzzo或Muzio是他祖父Giazomuzzo的簡稱。他有八個已知的兄弟姊妹：波西奧（1411年逝世）、瑪格麗塔（第一次婚姻與拉維尼亞尼公爵成婚，第二次與莫爾孔伯爵成婚）、弗朗切斯科（1412年逝世）、巴爾托羅（1412年逝世）、喬治、馬泰奧（在1388年遇害）、唐德索（1388年與他的兄弟一起遇害)、瑪麗亞（1412年逝世，帕拉維奇諾侯爵夫人）。 
根據傳統，帕尼卡萊的傭兵團首領會帶領一隊雇傭兵從正在耕田的賈斯莫年輕人裡挑選適合加入的成員。而後，穆奇奧偷走了他父親的馬，加入了傭兵團。 

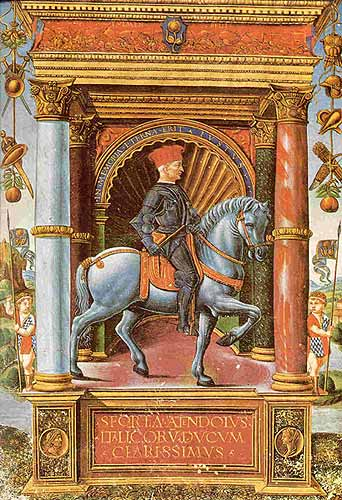
穆奇奧‧斯福爾扎在15世纪的畫像。

隨後他的兄弟－波西奧、弗朗切斯科、巴爾托羅以及另外兩個堂兄弟也一起加入了亞貝里科·巴爾比亞諾的傭兵團。他因為表現出色，且在多場戰役中扭轉了情勢而得到「強者」的封號。1398年，他在佩魯賈服役，對抗吉安·加萊亞佐·維斯孔蒂的米蘭軍隊中。穆奇奧隨後改效忠於此君。在當時的傭兵業中誰出的價格高就效忠誰是習以為常的現象。
後來他為了佛羅倫斯而對抗維斯孔蒂。但在1402年，他在卡薩萊基奧戰役中被前雇主亞貝里科·巴爾比亞諾擊敗。1406年，他佔領了比薩，後來被費拉拉的尼可羅三世·艾斯特雇用。因為當時尼可羅三世正被帕爾馬的奧托波諾·特里吉威脅。 
後來他到了那不勒斯王國，那不勒斯國王拉迪斯勞封他為王國總督。斯福爾扎的軍事訓練主要是幫助那不勒斯對抗佛羅倫斯與教宗。
他在那不勒斯王國一直待到1414年拉迪斯勞駕崩，其姊喬萬娜二世繼承王位。但是喬萬娜並不看重穆奇奧，主因是她的情夫阿洛波。阿洛波感受到穆奇奧對自己的威脅，用了些伎倆將穆奇奧逮捕監禁。然而，當斯福扎爾的軍隊們準備進行干預時，阿洛波怕後果不堪設想，於是釋放了他。喬萬娜二世還給了他貝內文托跟曼福雷多尼亞等封地作為賠償。同時，阿洛波也將自己的妹妹卡特林娜·阿洛波許配給他。1415年8月10日，喬萬娜嫁給了波旁的雅克二世，但是因為他沒有獲得被許諾的「塔蘭托親王」頭銜，於是殺害了阿洛波。幾個月後，穆奇奧還是因為與波旁王儲爭吵而再次被捕，直到1416年才被釋放。 

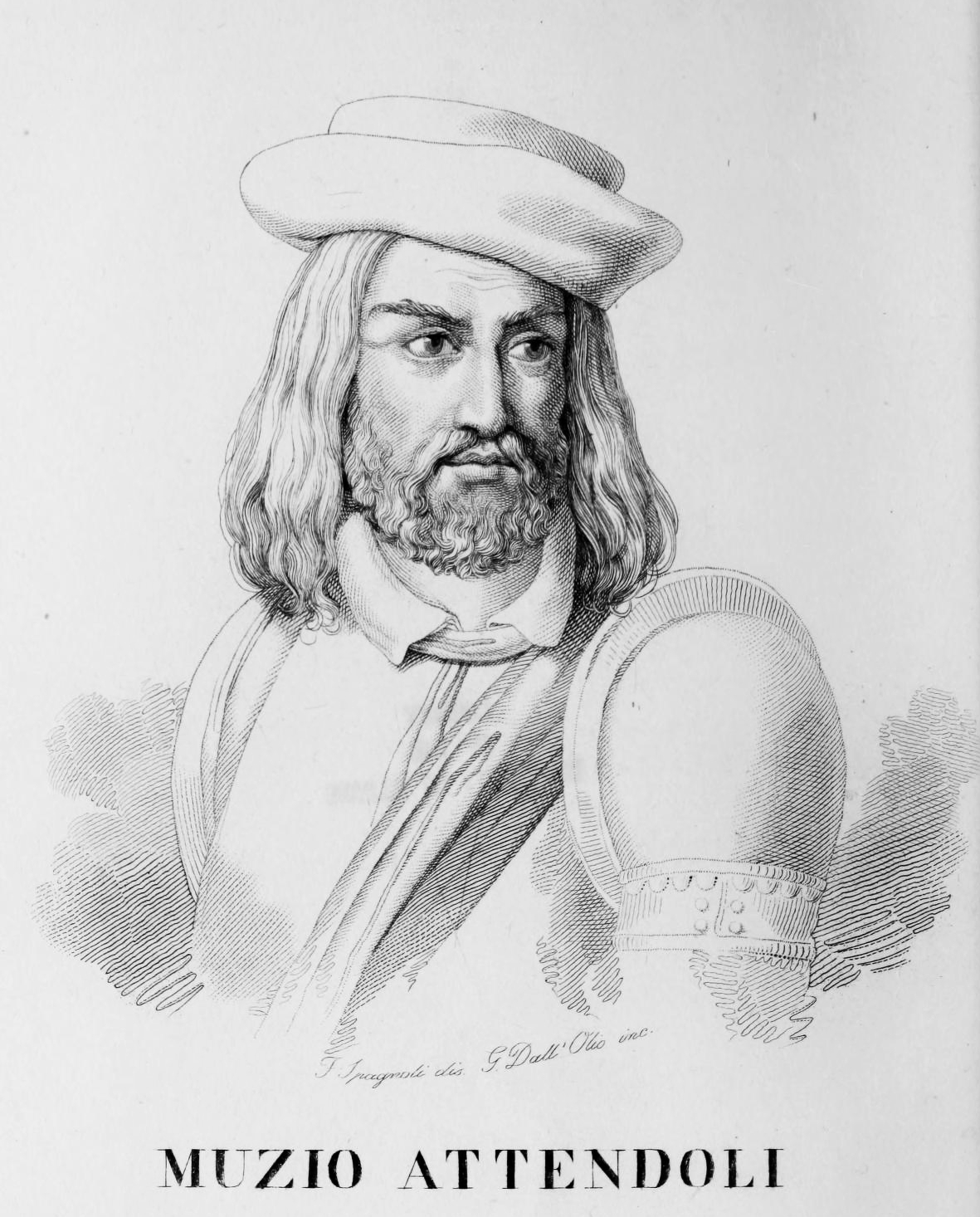
穆奇奧‧斯福爾扎畫像

1417年，穆奇奧受女王之托和兒子弗朗切斯科一世·斯福爾扎一起協助教宗對抗布拉奇奧·蒙托內的軍隊。后來他回到那不勒斯，關於與路易三世競爭王位一事，他遭到了喬萬娜的新歡－塞爾吉安尼·卡拉喬洛的反對。
後來喬萬娜向前訂婚對象的兄長阿方索五世尋求協助，並且許諾阿方索繼承領地。1421年7月阿方索進入那不勒斯，路易也失去了教宗的支持，但喬萬娜和阿方索的關係最後突然惡化。
1423年5月，阿方索拘捕了卡拉喬諾並且包圍了喬萬娜所在的卡普雅諾誠堡。而後在穆奇奧的幫助下喬萬娜與卡拉喬諾後來逃到了阿韋爾薩。在那裡，喬萬娜又一次與路易碰面，宣布她接受阿方索的決定無效，改以路易為她的新繼承人。阿方索被迫回到西班牙，喬萬娜則在1424年4月順利回到那不勒斯。
1423年，拉奎拉市對抗布拉奇奧·蒙托內期間，穆奇奧被派去支援。他在行軍中為了越過湍急的佩斯卡拉河，不幸溺水死亡。 

## 家庭
穆奇奧有16個孩子，分屬於三段婚姻和兩個情婦。
1409年他娶了弗朗切斯科·卡薩里的遺孀－安東尼雅（1411年逝世），並且育有一子：
- 波西奧（1410年－1476年）：卡提諾拉伯爵

 
1413年6月16日他與第二任妻子卡特林娜·阿波洛結婚，生了三個孩子：
- 李奧納多（1415年－1438年）
- 伯多祿（1417年－1442年）：阿斯科利皮切諾教區主教
- 喬萬娜（生卒於1418年）

1421年，穆奇奧娶了第三位妻子加卡莫·馬佐諾之女－瑪莉雅（1440年逝世），他們有兩個孩子：
- 巴托羅梅奧（1420年－1435年）：切拉諾公爵
- 嘉祿（英语：Gabriele Sforza）（1423年6月15日－1457年9月12日）：後來改名為加俾額爾，1445年任職米蘭總教區總主教。

穆奇奧與情婦塔米雅·卡格里有兩個孩子：
- 曼蘇托（1400年－1467年）：克雷莫納的聖洛倫佐住持
- 歐內斯提娜（1402年－1422年）：本篤會修女

與情婦露西亞·特薩尼·馬斯西安諾有八個孩子：
- 弗朗切斯科（1401年7月23日－1466年3月8日）：米蘭公爵
- 愛麗莎（1402年－1476年）：後來嫁給卡加索公爵
- 艾爾巴里可（1403年－1423年）
- 安東尼雅（1404年1月16日－1440年）：1417年先嫁給了阿迪佐內·卡拉拉，後來1442年嫁給了曼夫雷多·巴比安諾
- 雷歐內（1406年5月－1440年9月）：傭兵隊長，1435年與瑪莎比拉·崔茵西·佛里諾成婚。
- 喬凡尼（1407年－1451年12月）：傭兵隊長，1419年與拉韋尼雅·拉維洛·托斯卡內拉成婚。
- 喬吉歐（1409年10月29日－1473年4月）：為了紀念對立教宗亞歷山大五世，後來改名為亞歷山卓。皮薩羅之主。
- 奧索拉（1411年－1460年）：一名修女。

| 儿子： 弗朗切斯科一世·斯福爾扎 米蘭公爵 | 孫子： 加萊亞佐·马里亚·斯福爾扎 斯福爾扎家族第五代米蘭公爵 | 孫子 卢多维科·斯福尔扎 斯福爾扎家族第五代米蘭公爵 |